# جو بينيت
جوزيف بينيت (بالإنجليزية: Joe Bennett)‏ (مواليد 28 مارس 1990) هو لاعب كرة قدم إنجليزي يلعب حاليًا لصالح نادي بورنموث على سبيل الإعارة من أستون فيلا. وقع جو أول عقوده الاحترافية مع نادي ميدلزبره قبل بداية موسم 2008-09. انتقل يوم 29 أغسطس 2012 إلى أستون فيلا في صفقة لم يعلن عن مبلغها. لعب مع منتخبات إنجلترا تحت 19 و20 و21 سنة.

## إحصائيات
آخر تحديث 1 سبتمبر 2015.
| النادي                         | الموسم  | الدوري | الدوري | كأس الاتحاد الانجليزي | كأس الاتحاد الانجليزي | كأس رابطة الأندية الإنجليزية المحترفة | كأس رابطة الأندية الإنجليزية المحترفة | أخرى | أخرى  | المجموع | المجموع |
| النادي                         | الموسم  | ظهور   | أهداف  | ظهور                  | أهداف                 | ظهور                                  | أهداف                                 | ظهور | أهداف | ظهور    | أهداف   |
| ------------------------------ | ------- | ------ | ------ | --------------------- | --------------------- | ------------------------------------- | ------------------------------------- | ---- | ----- | ------- | ------- |
| ميدلزبره                       | 2008–09 | 1      | 0      | 0                     | 0                     | 0                                     | 0                                     | 0    | 0     | 1       | 0       |
| ميدلزبره                       | 2009–10 | 12     | 0      | 0                     | 0                     | 1                                     | 0                                     | 0    | 0     | 13      | 0       |
| ميدلزبره                       | 2010–11 | 31     | 0      | 1                     | 0                     | 1                                     | 0                                     | 0    | 0     | 33      | 0       |
| ميدلزبره                       | 2011–12 | 41     | 1      | 2                     | 0                     | 2                                     | 0                                     | 0    | 0     | 45      | 1       |
| أستون فيلا                     | 2012–13 | 25     | 0      | 2                     | 0                     | 2                                     | 0                                     | 0    | 0     | 29      | 0       |
| أستون فيلا                     | 2013–14 | 5      | 0      | 0                     | 0                     | 1                                     | 0                                     | 0    | 0     | 6       | 0       |
| أستون فيلا                     | 2015–16 | 0      | 0      | 0                     | 0                     | 1                                     | 1                                     | 0    | 0     | 1       | 1       |
| برايتون أند هوف ألبيون (إعارة) | 2014–15 | 41     | 1      | 1                     | 0                     | 0                                     | 0                                     | 0    | 0     | 42      | 1       |
| بورنموث (إعارة)                | 2015–16 | 0      | 0      | 0                     | 0                     | 0                                     | 0                                     | 0    | 0     | 0       | 0       |
| المجموع                        | المجموع | 156    | 1      | 6                     | 1                     | 8                                     | 1                                     | 0    | 0     | 185     | 3       |

## روابط خارجية
- صفحة جو بينيت على موقع مدلزبره
- جو بينيت على موقع إي إس بي إن إف سي (الإنجليزية)
- جو بينيت على موقع قاعدة بيانات كرة القدم.إي يو (الإنجليزية)
- جو بينيت على موقع Soccerbase.com (لاعب) (الإنجليزية)
- جو بينيت على موقع Soccerway.com (الإنجليزية)
- جو بينيت على موقع عالم كرة القدم.نت (الإنجليزية)
- صفحة اللاعب على نسخة محفوظة 26 يناير 2010 على موقع واي باك مشين. ESPN.com
- صفحة اللاعب سوكرواي